# Boutros Marayati
Boutros Marayati (in armeno: Պետրոս Միրիաթեան; Aleppo, 26 febbraio 1948) è un arcivescovo cattolico siriano, dal 21 agosto 1989 arcieparca di Aleppo degli armeni.

## Biografia
Boutros Marayati è nato il 26 febbraio 1948 ad Aleppo, omonimo governatorato ed arcieparchia, nella parte nord-occidentale della Repubblica Araba di Siria; la sua famiglia apparteneva alla Chiesa armeno-cattolica, una minoranza cristiana di rito armeno separatasi dalla Chiesa apostolica armena per entrare in comunione con la Santa Sede nel 1742.

### Formazione e ministero sacerdotale
Dopo aver compiuto gli studi primari e secondari, conseguendo il diploma, ha deciso di seguire la vocazione al sacerdozio e si è iscritto in seminario, dove ha frequentato prima il biennio di filosofia e poi il triennio di teologia. Al termine degli studi, ha ricevuto l'ordinazione sacerdotale il 4 luglio 1971 incardinandosi, ventitreenne, come presbitero dell'arcieparchia di Aleppo degli armeni. Poco dopo l'ordinazione ha cominciato il ministero pastorale servendo in diverse parrocchie per diciotto anni.

### Ministero episcopale
Nel 1989 il Sinodo della Chiesa armeno-cattolica lo ha eletto, quarantunenne, arcieparca di Aleppo degli armeni, ricevendo poi la conferma della nomina da parte di papa Giovanni Paolo II il 21 agosto successivo; è succeduto a Joseph Basmadjan, deceduto l'11 dicembre 1988 all'età di sessantaquattro anni. Ha ricevuto la consacrazione episcopale il 4 febbraio 1990, nella cattedrale Notre-Dame de Pitié ad Aleppo, per imposizione delle mani di Hovhannes Bedros XVIII Kasparian, I.C.P.B., patriarca di Cilicia degli armeni, assistito dai co-consacranti André Bedoglouyan, I.C.P.B., vescovo titolare di Comana di Armenia ed ausiliare di Cilicia degli armeni, e Vartan Achkarian, C.A.M., vescovo titolare di Tokat degli armeni ed ausiliare di Beirut degli armeni; ha preso possesso dell'arcieparchia durante la stessa cerimonia.
Il 10 aprile 1992, giorno delle dimissioni del cinquantacinquenne Joseph Arnaouti, I.C.P.B., il Sinodo patriarcale lo ha eletto, quarantaquattrenne, amministratore apostolico sede vacante et ad nutum Sanctae Sedis di Kamichlié degli armeni, ufficio che ha ricoperto fino al 20 agosto 2022.
Dal 27 al 29 gennaio 2009 ha preso parte, presso la sede del Pontificio consiglio per la promozione dell'unità dei cristiani a Roma, alla riunione del Comitato preparatorio per la Commissione mista internazionale per il dialogo Chiesa cattolica-Chiese orientali ortodosse.
Nel 2011 ha preso parte alla seconda riunione, dal 20 al 21 gennaio, ed alla quarta riunione, dal 17 al 18 maggio, del Consiglio speciale per il Medio Oriente della segreteria generale del Sinodo dei vescovi.
Nel febbraio 2020 ha partecipato a Bari al convegno internazionale "Mediterraneo Frontiera di Pace" accompagnando nell'occasione il patriarca Krikor Bedros XX Ghabroyan e concelebrando la Santa Messa presso la chiesa di San Nicola di Toritto insieme al cardinale lussemburghese Jean-Claude Hollerich il giorno 20 febbraio 2021.
All'indomani della morte del patriarca Ghabroyan, avvenuta il 25 maggio 2021, la segreteria del patriarcato ha annunciato la sua nomina ad amministratore patriarcale di Cilicia degli armeni fino alla presa di possesso del suo successore, il 21º patriarca; ai sensi dell'art. 127 del Codice dei canoni delle Chiese orientali, deve essere infatti il vescovo più anziano per ordinazione episcopale ad assumere la carica di amministratore della Chiesa patriarcale e, dopo la rinuncia per motivi d'età di Vartán Waldir Boghossian, S.D.B., eparca emerito di San Gregorio di Narek in Buenos Aires e vescovo dal 1981, Boutros Marayati è il secondo vescovo armeno-cattolico di più antica ordinazione.

## Genealogia episcopale
La genealogia episcopale è:
- Cardinale Scipione Rebiba
- Cardinale Giulio Antonio Santori
- Cardinale Girolamo Bernerio, O.P.
- Arcivescovo Galeazzo Sanvitale
- Cardinale Ludovico Ludovisi
- Cardinale Luigi Caetani
- Cardinale Ulderico Carpegna
- Cardinale Paluzzo Paluzzi Altieri degli Albertoni
- Papa Benedetto XIII
- Papa Benedetto XIV
- Papa Clemente XIII
- Cardinale Bernardino Giraud
- Cardinale Alessandro Mattei
- Cardinale Pietro Francesco Galleffi
- Cardinale Giacomo Filippo Fransoni
- Cardinale Andon Bedros IX Hassoun
- Patriarca Stepanos Bedros X Azarian
- Patriarca Avedis Bedros XIV Arpiarian
- Patriarca Iknadios Bedros XVI Batanian
- Patriarca Hovhannes Bedros XVIII Kasparian, I.C.P.B.
- Arcivescovo Boutros Marayati